# 4 Non Blondes
4 Non Blondes war eine US-amerikanische Alternative-Rockband der 1990er Jahre aus San Francisco. Ihr bekanntestes Mitglied ist Linda Perry, die auch Soloprojekte unterhielt und später Lieder für Pink und Christina Aguilera schrieb und produzierte. Das mit Abstand bekannteste Lied der Band war die Single What’s Up?, die 1993 veröffentlicht wurde.

## Geschichte

### Gründung
Die 4 Non Blondes wurden 1989 in San Francisco gegründet. Die Bassistin Christa Hillhouse und die Gitarristin Shaunna Hall kannten sich bereits einige Jahre, als sie 1989 zusammen mit der Schlagzeugerin Wanda Day in der Band JJ Noir and The Lesbian Snake Charmers spielten. Nachdem diese sich von ihrer Sängerin getrennt hatte, stießen Hall und Hillhouse auf der Suche nach einer neuen Sängerin auf Linda Perry, die zu dieser Zeit solo in verschiedenen Clubs in San Francisco auftrat. Die ersten Proben hatte die Band am 17. Oktober 1989, dem Tag des Loma-Prieta-Erdbebens.
Die Band wählte den Namen 4 Non Blondes angeblich nach einer Begebenheit in einem Park in San Francisco: Als die Bandmitglieder dort Pizza aßen, ging eine Familie vorbei, deren kleiner Sohn mit den Resten der Pizza Vögel füttern wollte. Er wurde deswegen von seinen Eltern gerügt, da die Pizzareste dreckig seien; dabei schauten sie die Bandmitglieder abschätzig an. Die Mitglieder dieser Familie waren alle blond, und so entschied die Band spontan, sich 4 Non Blondes (dt. ‚4 Nichtblonde‘) zu nennen.

### Aktive Jahre
Noch bevor die Band mit den Aufnahmen ihres ersten Albums begann, wurde Schlagzeugerin Day wegen Drogenproblemen durch Dawn Richardson ersetzt. Day starb 1997 nach einer Überdosis Drogen.
Nach Angaben Perrys waren die Musiker der Gruppe unter anderem beeinflusst von Janis Joplin, Led Zeppelin, Jimi Hendrix, Koko Taylor und Aerosmith. Sie hatten einen frühen Auftritt als Vorgruppe von Primus.
Nach anfänglich erfolgloser Suche nach einer Plattenfirma unterschrieb die Band 1991 einen Plattenvertrag bei Interscope Records. Während der Aufnahmen zum Debütalbum wurde Shaunna Hall durch den Multiinstrumentalisten Roger Rocha ersetzt. Gründe dafür wurden von der Gruppe oder dem Produzenten David Tickle – der auch für Prince, Toni Childs, U2 und Peter Gabriel arbeitete – nicht genannt.
Das Debütalbum Bigger, Better, Faster, More! veröffentlichte die Band 1992. Der Song Dear Mr. President war bereits in einer Demo-Tape-Version bei lokalen Radiosendern San Franciscos ein Hit. Das Album verkaufte sich zu Beginn schlecht, bis 1993 What’s Up? ausgekoppelt wurde. Die Single wurde zum weltweiten Erfolg und sorgte dafür, dass sich Bigger, Better, Faster, More! über sechs Millionen Mal verkaufte. Sowohl Single als auch das Album waren in Deutschland 10 Wochen auf Platz 1 der Hitparaden zu finden. Dieser Erfolg in Deutschland führte unter anderem dazu, dass 1993 die Wahl zum Bravo Otto in der Kategorie „Beste Rock-Band“ gewonnen wurde. Bei den Bay Area Music Awards wurde die Band für das beste Album, für die beste Single und die beste Sängerin ausgezeichnet.

### Auflösung
1995 steuerten die 4 Non Blondes den Song Misty Mountain Hop zu einem Tributealbum für Led Zeppelin und Beiträge zu den Soundtracks von Wayne’s World 2 und Airheads bei.
Perry, die bis zur Gründung der 4 Non Blondes ausschließlich als Solokünstlerin tätig war, fiel es jedoch von Anfang an schwer, sich in die Band einzugliedern. Hinzu kam, dass Perry sich nicht mit der Musik der Band identifizieren konnte und mit dem Album unzufrieden war.

„Ich war nicht bereit, in einer Popband zu sein. Dieses Bild passte nicht zu meiner Vision. Es war nie richtig für mich, ich fühlte mich wirklich scheußlich. Ich wusste in meinem Herzen, dass ich nicht dort sein sollte. Ich kann diese Platte immer noch nicht hören. Ich denke, ich bin wirklich nervig. Ich bin nicht einmal sie. Ich spreche von mir in der dritten Partei, wenn diese Aufnahme kommt. Ich habe das Gefühl, ich hätte die ganze Zeit geschrien.“

1995, während der Aufnahmen für ein zweites Album, kam es daher wiederholt zu musikalischen Differenzen zwischen Perry und dem Rest der Band, in deren Folge sich Perry von den 4 Non Blondes trennte. Ein zweites Album ist nie erschienen.

„Und ich kam schließlich zu einem Punkt, an dem ich sagte: »Leute, ich denke, wir wollen zwei verschiedene Platten machen, weil ihr die erste Platte noch einmal machen wollt, und ich möchte eine komplette Abkehr, weil ich nicht glücklich mit der Platte war und das Gefühl habe, dass ich viel mehr Musik anbieten kann, als nur ein paar beschissene, kleine, verdammte, schnelle Songs. Wenn ihr das tun wollt, könnt ihr diese Songs, die ich geschrieben habe, behalten. Ich helfe euch, einen Sänger zu finden; und wisst ihr, ich helfe euch, es zusammen zu bringen. Ansonsten bin ich hier raus.«“

Nachdem Interscope Records auch noch entschied, das vertraglich vereinbarte zweite Album nicht mit den 4 Non Blondes, sondern mit Linda Perry als Solokünstlerin zu veröffentlichen, löste sich die Band noch im selben Jahr auf.

### Nach der Auflösung der Band
Einige der Songs wie In My Dreams, Too Deep, In Flight und Knock Me Out, die Perry für das zweite Album der 4 Non Blondes geschrieben hatte, verwendete sie für ihr 1996 erschienenes Soloalbum In Flight.
1999 unterstützte Christa Hillhouse Linda Perry bei ihrer Tour zu ihrem zweiten Soloalbum After Hours.
Linda Perry arbeitet heute als erfolgreiche Produzentin und Songschreiberin. Christa Hillhouse steht gelegentlich mit dem 4-Non-Blondes-Gründungsmitglied Shaunna Hall auf der Bühne und arbeitet ansonsten als Webdesignerin. Roger Rocha ist weiterhin als Musiker tätig und aktuell Sänger und Gitarrist der Rock-Band Roger Rocha & the Goldenhearts. Dawn Richardson spielte in diversen Bands Schlagzeug und gründete 2005 ihre eigene Band 2Toggle.
Am 10. Mai 2014 kam es für einen Abend zu einer kleinen Reunion der Band, als die Musiker auf dem von Linda Perry und Brent Bolthouse produzierten und moderierten Abend für Frauen (eine Benefiz-Veranstaltung zugunsten des L.A. Gay & Lesbian Centre) wieder gemeinsam in der Besetzung Linda Perry, Christa Hillhouse, Dawn Richardson und Roger Rocha für ein paar Songs auf der Bühne standen. Dort spielten sie auch wieder ihren größten Hit What’s Up? zusammen.

## Cover-Versionen
1994 wurde What’s Up? von DJ Miko gecovert, der Dance-Remix wurde erneut ein Hit, sowohl im Radio als auch auf der Tanzfläche. Auch auf der Live-Tour I’m Not Dead von Pink konnte man eine neue Version von What’s Up? hören. 2022 veröffentlichte Amy Macdonald das Lied als Single.
2023 wurde What's Up? von Dolly Parton gecovert (in Zusammenarbeit mit Linda Perry).

## Diskografie

### Alben
- 1992: Bigger, Better, Faster, More!

### Singles
- 1993: Drifting
- 1993: Dear Mr. President
- 1993: What’s Up?
- 1993: Spaceman
- 1995: Misty Mountain Hop

### Bootlegs
- 1993: Hello! Mr. President
- 1993: Live in Italy
- 1993: Live in USA

## Auszeichnungen für Musikverkäufe
| Goldene Schallplatte - Australien - 1993: für das Album Bigger, Better, Faster, More! - Brasilien - 2023: für die Single What’s Up? - Dänemark - 2023: für die Single What’s Up? - Frankreich - 1995: für das Album Bigger, Better, Faster, More! - Niederlande - 1993: für das Album Bigger, Better, Faster, More! - Schweden - 1993: für das Album Bigger, Better, Faster, More! - 1993: für die Single What’s Up? | Platin-Schallplatte - Australien - 1993: für die Single What’s Up? - Italien - 2018: für die Single What’s Up? - Kanada - 1994: für das Album Bigger, Better, Faster, More! - Neuseeland - 1993: für das Album Bigger, Better, Faster, More! - Niederlande - 1993: für die Single What’s Up? - Spanien - 1994: für das Album Bigger, Better, Faster, More! - 2024: für die Single What’s Up? 2× Platin-Schallplatte - Europa - 1994: für das Album Bigger, Better, Faster, More! 3× Platin-Schallplatte - Neuseeland - 2024: für die Single What’s Up? |

Anmerkung: Auszeichnungen in Ländern aus den Charttabellen bzw. Chartboxen sind in ebendiesen zu finden.
| Land/RegionAuszeichnungen für Musikverkäufe (Land/Region, Auszeichnungen, Verkäufe, Quellen) | Gold       | Platin       | Verkäufe    | Quellen                       |
| -------------------------------------------------------------------------------------------- | ---------- | ------------ | ----------- | ----------------------------- |
| Australien (ARIA)                                                                            | Gold1      | Platin1      | 105.000     | aria.com.au                   |
| Brasilien (PMB)                                                                              | Gold1      | —            | 30.000      | pro-musicabr.org.br           |
| Dänemark (IFPI)                                                                              | Gold1      | —            | 45.000      | ifpi.dk                       |
| Deutschland (BVMI)                                                                           | Gold1      | 3× Platin3   | 1.750.000   | musikindustrie.de             |
| Europa (IFPI)                                                                                | —          | 2× Platin2   | (2.000.000) | Einzelnachweise               |
| Frankreich (SNEP)                                                                            | Gold1      | —            | 100.000     | snepmusique.com               |
| Italien (FIMI)                                                                               | —          | Platin1      | 50.000      | fimi.it                       |
| Kanada (MC)                                                                                  | —          | Platin1      | 100.000     | musiccanada.com               |
| Neuseeland (RMNZ)                                                                            | —          | 4× Platin4   | 105.000     | aotearoamusiccharts.co.nz NZ2 |
| Niederlande (NVPI)                                                                           | Gold1      | Platin1      | 125.000     | nvpi.nl                       |
| Österreich (IFPI)                                                                            | —          | 3× Platin3   | 150.000     | ifpi.at                       |
| Schweden (IFPI)                                                                              | 2× Gold2   | —            | 75.000      | sverigetopplistan.se ifpi.se  |
| Schweiz (IFPI)                                                                               | —          | 2× Platin2   | 100.000     | hitparade.ch                  |
| Spanien (Promusicae)                                                                         | —          | 2× Platin2   | 160.000     | elportaldemusica.es           |
| Vereinigte Staaten (RIAA)                                                                    | Gold1      | Platin1      | 1.500.000   | riaa.com                      |
| Vereinigtes Königreich (BPI)                                                                 | Gold1      | Platin1      | 700.000     | bpi.co.uk                     |
| Insgesamt                                                                                    | 10× Gold10 | 22× Platin22 |             |                               |